# 그대는 별
《그대는 별》은 2004년 6월 14일부터 2005년 1월 29일까지 방영된 한국방송공사 TV소설이다.

## 기획 의도
"하늘의 별처럼, 손에 잡힐 것 같지 않은 첫사랑 이야기"
이 드라마는 안타깝고 아름다운 첫사랑의 이야기이다. 운명이 던져준 인연 앞에서 주인공들의 사랑은 '별'과 같다. 너무나 멀어서 아득하고, 기다림은 길어서 한 번도 그 별을 따거나 목에 걸 엄두를 내지 못하고, 그저 바라볼 수밖에 없다.
그러나 어둠과 바람 속에서도 빛을 발하는 별처럼, 사랑은 희망이고 살아가는 힘이다. 이 드라마는 단발머리 교복을 입은 주인공들의 여고시절부터 시작된다.
스무 살 안팎의 젊은 나이답게 그들의 순수하고 투명하게 정제된 사랑이야기는 그동안 일상사에 찌들려 첫사랑의 설렘과 추억들을 잊고 살았던 시청자들에게 아련한 향기와 환타지를 불러 일으키라 믿는다.
이 드라마가 끝난 후, 시렁자들은 한 번쯤 기억조차 가물가물한 추억들을 꺼내 반추하게 될 것이다.

## 줄거리
서동필의 첩 황애심의 딸 하인경과 본처 김금분 소생의 서화연, 그리고 민정우와 금성여객의 망나니 큰아들 김홍기 등 네 남녀의 엇갈린 사랑 이야기. 하인경은 민정우와 운명적 사랑을 나누지만 서화연의 계략으로 하인경은 김홍기와, 서화연은 민정우와 각각 결혼하게 된다.

## 등장 인물

### 주요 인물
- 한혜진: 하인경 역

"내 사랑을 나만의 별처럼 고이 간직할게요.." 온순하고 따뜻한 성품에 정도 많고 속이 깊으며 심지가 굳다. 화려하지 않은 아름다움을 지닌 동양적인 미인형에 외유내강형으로 친구들에게 인기가 좋고, 반에서 1~2등을 다툴 정도로 공부를 썩 잘한다. 뻔뻔스럽게 첩살이를 하며 경우 없고 철없는 엄마 때문에 큰어머니와, 동갑내기인 화연에게 늘 죄책감과 송구스러움으로 죄인처럼 지낸다. 우연한 첫만남에서부터 끌리기 시작한 정우가 자신이 다니는 학교의 임시 영어교사로 오게되면서 사랑에 빠지게 된다.
- 민아령: 서화연 역

"왜 인경이는 되고 난 안 되죠? 난.. 구제불능인가요? 난 사랑 받을 수 없는 저주받은 사람인가요?" 독선적이고 차가우며 바보처럼 늘 빼앗기고만 사는 엄마가 불쌍하기도 하지만 세상에서 제일 싫고 밉다. 엄마처럼 살지 않는 게 생의 유일한 목표이다. 시간과 장소를 불문하고 어느 순간에서든지 남들 눈에 뜨여야 직성이 풀리며, 이목구비가 뚜렷한 마스크로 서구미인형이다. 공부에는 도무지 취미가 없으며 탤런트나 모델이 되는 게 장래 희망이다. 자신과 엄마에게서 아버지를 빼앗아간 인경 모녀를 증오하며, 특히 동갑내기인 인경에게 피해의식과 라이벌의식으로 똘똘 뭉쳐 경멸과 모욕을 퍼붓는다. 삐딱한 성격에 냉소적이며 열등의식에 사로잡혀 있는 그이지만 사실 속내를 들여다보면 그 누구보다 여리고 상처 받기 쉬운 약한 여자이다. 영어선생으로 부임해온 정우에게 호감을 느끼고 짝사랑을 하지만 정우의 마음이 인경에게 있음을 알고는 절망하다 모략을 꾸며 정우와 결혼한다.
- 김승수: 민정우 역

"별이 되기보다 차라리 널 지켜주는 노예가 되겠어." 국내 굴지의 제과회사 '화신제과' 창업주의 외아들로 유학 준비를 하던 중 임시교사로 인경과 화연이 다니는 여학교에 영어교사로 부임해온다. 다정다감하고 따뜻한 성품에 훤칠한 외모 때문에 학생들에게 인기가 높다. 부임지로 내려가기 전에 학교 도서관에 들렀다가 그 곳에서 우연히 인경과 첫만남을 갖게 된다. 인경에게 첫 눈에 반한 정우는 인경이 고등학생일 거라는 생각은 꿈에도 하지 못한 채 대학생인 줄로만 알고 적극적으로 접근하며 데이트 신청을 한다. 그러나 다음 날 인경이 약속장소에 나오지 않자 실망하고 부임지로 내려가는데 교실에서 교복을 입은 인경을 보게되고 아연실색한다. 그 후로 사과 씨만 했던 인경에 대한 연정이 점점 커지고, 사제지간을 떠나 서로를 사랑을 나누게 되는 두 사람은 인경의 졸업과 동시에 결혼하여 외국으로 유학을 떠나기로 약속한다.
- 김정학: 김홍기 역

"너로 인해 내 안에 다른 사람이 있다는 걸 알았어." 인경의 남편이자 ‘금성여객’의 장남으로 금성여객의 상무. 자기중심적이고, 거만하며, 유아독존인 황태자로 한 번의 이혼 경력이 있다. 독점욕과 소유욕이 강하고 감정의 기복이 심한 까다로운 성격에 여성편력이 심해 석 달을 넘기지 못하며, 집안에서 유일하게 정을 주는 것은 ‘히틀러’라는 이름을 붙여준 세퍼트 뿐이다. 뭐든지 싫증을 잘 내고 인내심이 제로인 자신과는 달리 늘 아버지에게 인정받는 동생 민기에게 카인 컴플렉스를 느끼는 터에 금성여객을 민기에게 물려준다는 아버지의 유언으로 깊은 상처를 얻게되고 더욱 엇나가기 시작한다. 금성여객의 경리로 입사한 인경에게 처음엔 호기심 반, 오기 반으로 접근하지만 인경의 순수함과 정숙함에 끌려 그동안 난잡했던 여자관계와 태만했던 생활태도를 청산하고, 새로운 삶을 꿈꾸는데...
- 김수근: 김민기 역

"내가 널 사랑해서 네가 괴롭다면... 네 앞에 나타나지 않을 거야." 금성여객의 차남으로 홍기의 동생. 천상천하 유아독존인 홍기와는 달리 따뜻하고 예의가 바른 반듯한 모범생 스타일이며 군내에서는 알아주는 수재로, 서울대학교 법학과에 입학할 예정인 집안의 기쁨이고 가문의 영광인 아들. 어려서부터 남달리 총명하고 똑똑해서 익수의 사랑을 한 몸에 받으며 자랐고, 아버지의 편애로 홍기와의 사이가 원만치 못해 늘 안타깝고 가슴 아파한다. 우연히 길에서 보게 된 인경을 짝사랑한 지 이미 오래고, 대학에 합격하면 사랑을 고백할 작정이다.

### 주변 인물
- 송기윤: 서동필 역 - 인경과 화연의 아버지
- 고두심: 김금분 역 - 동필의 아내, 화연의 어머니
- 이응경: 황애심 역 - 동필의 첩, 인경의 어머니
- 한인수: 민세익 역 - 정우의 아버지
- 전양자: 정연숙 역 - 정우의 어머니
- 엄유신: 차미자 역 - 홍기와 민기의 어머니
- 김원배: 김익수 역 - 금성여객 사장, 홍기와 민기의 아버지
- 윤영주: 서동자 역 - 동필의 막내 동생
- 김병세: 심춘보 역 - 금성여객 시내버스 운전기사, 일명 엘비스 심
- 김덕현: 병태 역 - 청란여고 체육교사, 일명 독사 또는 변태
- 김영배: 오씨 역 - 풍년방앗간 일꾼
- 이언정: 영란 역 - 인경과 절친한 친구
- 우경진: 옥주 역 - 화연의 친구, 세븐클럽 멤버

### 그 외 인물
- 김선은: 기자 역
- 박팔영
- 김현진

| 한국방송공사 TV소설                         | 한국방송공사 TV소설                           | 한국방송공사 TV소설                        |
| 이전 작품                                   | 작품명                                        | 다음 작품                                  |
| ------------------------------------------- | --------------------------------------------- | ------------------------------------------ |
| 찔레꽃 (2003년 11월 17일 ~ 2004년 6월 12일) | 그대는 별 (2004년 6월 14일 ~ 2005년 1월 29일) | 바람꽃 (2005년 1월 31일 ~ 2005년 8월 27일) |